# Hayfork
Hayfork és una població dels Estats Units a l'estat de Califòrnia. Segons el cens del 2000 tenia 2.315 habitants.

## Demografia
Segons el cens del 2000, Hayfork tenia 2.315 habitants, 964 habitatges, i 618 famílies. La densitat de població era de 5,7 habitants/km².
Dels 964 habitatges en un 27,9% hi vivien nens de menys de 18 anys, en un 48,3% hi vivien parelles casades, en un 11,7% dones solteres, i en un 35,8% no eren unitats familiars. En el 30,2% dels habitatges hi vivien persones soles l'11,8% de les quals corresponia a persones de 65 anys o més que vivien soles. El nombre mitjà de persones vivint en cada habitatge era de 2,4 i el nombre mitjà de persones que vivien en cada família era de 2,96.
Per edats la població es repartia de la següent manera: un 25,5% tenia menys de 18 anys, un 5,9% entre 18 i 24, un 24,1% entre 25 i 44, un 29,7% de 45 a 60 i un 14,8% 65 anys o més.
L'edat mediana era de 42 anys. Per cada 100 dones de 18 o més anys hi havia 99,5 homes.
La renda mediana per habitatge era de 22.824 $ i la renda mediana per família de 25.791 $. Els homes tenien una renda mediana de 23.594 $ mentre que les dones 29.306 $. La renda per capita de la població era de 14.611 $. Entorn del 17,8% de les famílies i el 23,7% de la població estaven per davall del llindar de pobresa.

## Poblacions més properes
El següent diagrama mostra les poblacions més properes.